# Чернецьке (Грязовецький район)
Черне́цьке (рос. Чернецкое) — село у складі Грязовецького району Вологодської області, Росія. Входить до складу Юровського сільського поселення.

## Населення
Населення — 36 осіб (2010; 43 у 2002).
Національний склад (станом на 2002 рік):
- росіяни — 98 %